# イギリス文学

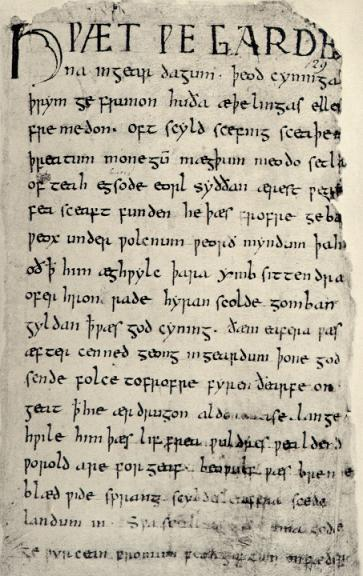
『ベーオウルフ』

イギリス文学（イギリスぶんがく、もしくは英文学、英語: British literature／English literature）とは、イギリスの文学、及びそれらの作品や作家を研究する学問のこと。アメリカ文学と合わせて英米文学と呼ぶこともある。なお、英文学  English literature と言った場合、英語による各地域の文学を含むことがある。
ポストコロニアル理論の発展と共に、いわゆる英文学の領域も広がりつつあり、Englishes と複数形で語ることにより、20世紀前半までの帝国主義的な英文学の枠組みをこわそう、という動きも現在では見られる。
Eng. Lit と省略されることも多く、その際にはしばしば、大学内での学科としての英文学を指し、アメリカ文学を含めることが多い。

## イギリス文学史

### 中世前期（古英語）
イギリス文学の範疇に含まれる文学テキストは、8世紀〜9世紀頃に成立したものからしか残されておらず、従って周辺ヨーロッパ文学において古代と呼ばれる時代に該当するテクストはイギリス文学においては存在しない。中世の前半期と呼べる8〜11世紀に古英語が成立し、現代英語の源流となっているが、その古英語で書かれたテキストとして、叙事詩『ベーオウルフ』およびラテン語福音書の東イングランド方言による翻訳が挙げられる。また、ウェセックス王国のアルフレッド大王が文教政策を推し進め、『パリ詩篇』やボエティウスの『哲学の慰め』を自らラテン語から翻訳するなど、ウェセックス方言が古英語の標準となった。この時代は韻文が主流であり、『ベーオウルフ』を含め、ゲルマン詩の特徴である頭韻が顕著である。

### 中世後期（中英語）

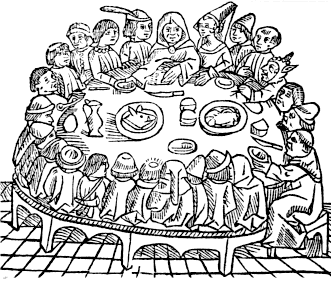
ジェフリー・チョーサー『カンタベリー物語』。1484年の木版画

1066年にフランスのノルマンディー公ギヨームがイングランドに攻め入り、ウィリアム1世として即位してノルマン朝が成立すると、英語は屈折語尾の消失や統語も語順への依存度を増すなど、中英語へと進化していく。中英語期のテキストの金字塔としては、ジェフリー・チョーサーの『カンタベリー物語』がある。ロンドン方言で書かれているが、イタリア、フランスへ渡ったことがあるとされるチョーサーは大陸的詩作法の影響を大いに受け、ゲルマン詩の特徴であった頭韻を脱し、脚韻を用いている。同時代の詩人では、『ガウェイン卿と緑の騎士』のガウェイン詩人、『農夫ピアズの夢』のウィリアム・ラングランドが有名である。
1450年頃、ヨハン・グーテンベルクによる活版印刷技術の発明がウィリアム・キャクストンによってイギリスに持ち込まれ、印刷が急速に広まった。

### ルネサンスとシェイクスピア（16世紀〜17世紀初め）

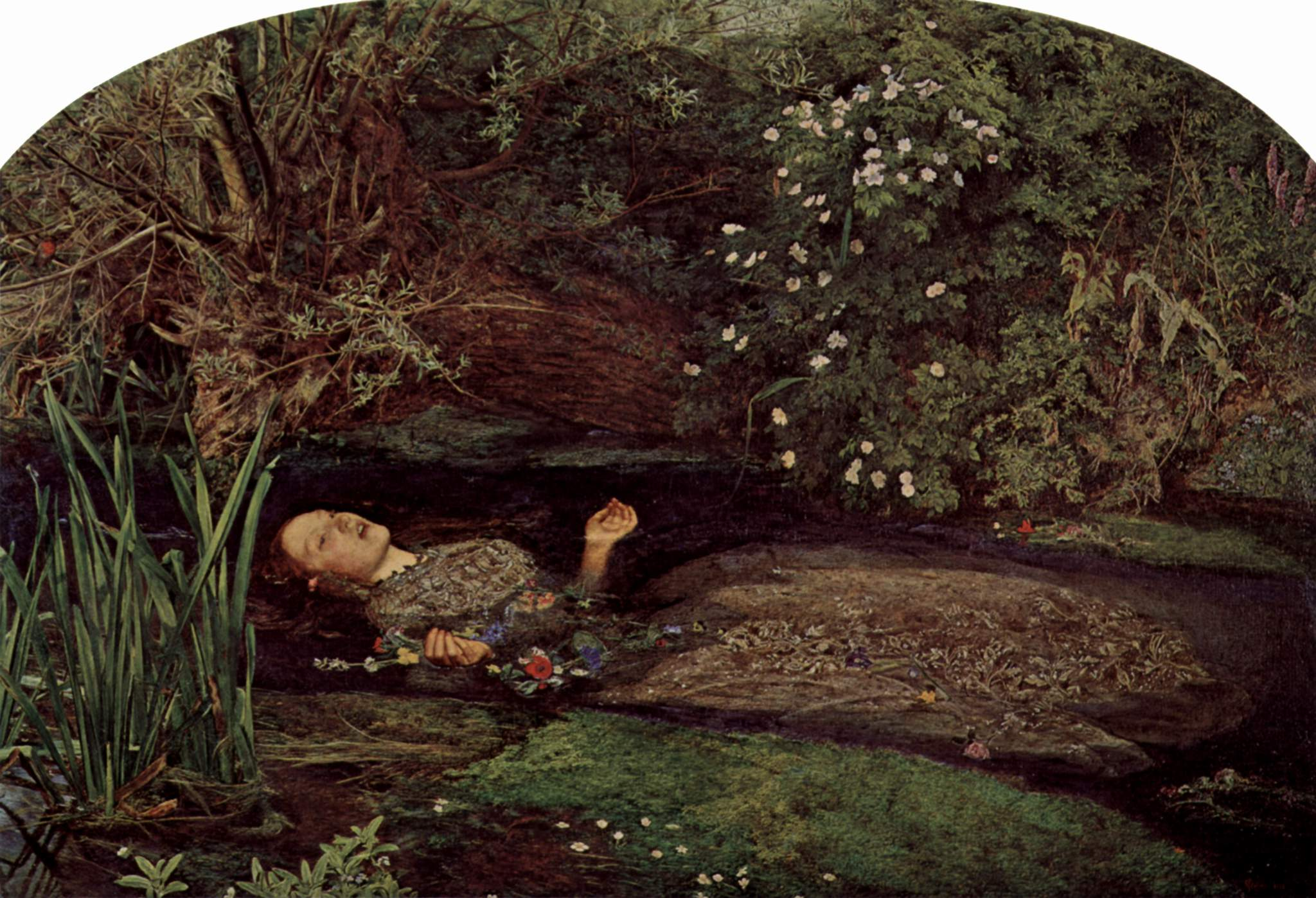
「オフィーリア」。『ハムレット』、オフィーリアの死を描く。ジョン・エヴァレット・ミレー画(1852)

16世紀頃には、屈折語尾は現代英語に限りなく近い形へと消失、SVO型という語順も定着する。ただ、18世紀までは初期現代英語あるいは近世英語と呼んで区別する場合がある。エリザベス朝の頃に文学は盛んになった。トマス・ワイアット(Sir Thomas Wyatt)の叙情恋愛歌を先駆とし、エリザベス1世のためにエドマンド・スペンサーが『妖精の女王』を書くなど、宮廷の庇護を受けた感もある。
また、中世のころから教会で行われていた奇蹟劇、教訓劇はや次第に専門化され、そのためこぞって脚本が多く書かれた。ジョン・リリー、ロバート・グリーンなどの優れた劇作家が輩出され、クリストファー・マーロウによって基礎が築かれた。リリー、グリーン、マーロウ、ジョージ・ピール、トマス・ナッシュ、トマス・キッド（大学出ではないが同輩として扱われている）、トマス・ロッジたち、オックスフォード大学やケンブリッジ大学の出身である、エリザベス朝における作家人たちを、大学才人派（University Wits）という。彼らの作風や、当時流行していた大陸の詩などを学び、ウィリアム・シェイクスピアが成功をおさめることとなる。彼は四大悲劇『ハムレット』、『マクベス』、『オセロ』、『リア王』などを書き、詩人としても多くのソネットを残した。その卓越した作品群は、イギリス文学のみならず各地域の文学、演劇などのジャンルに大きな影響を与え続けている。

### 清教徒革命と王政復古（17世紀）
17世紀に入ると、ジョン・ダンやジョージ・ハーバートなどの形而上詩人が活躍。他にエイブラハム・カウリーやアンドルー・マーヴェルもいる。文学作品に多様な影響を与えた欽定訳聖書が出たのもこの時代である。演劇では、ベン・ジョンソン、ジョン・ウェブスターらが活躍。また清教徒革命を背景としてジョン・バンヤン、ジョン・ミルトンらが活躍。『失楽園』は、キリスト教的世界観を壮大に描いた古典である。王政復古期には詩人のジョン・ドライデンが活躍した。

### 新古典主義と小説の興隆（18世紀）

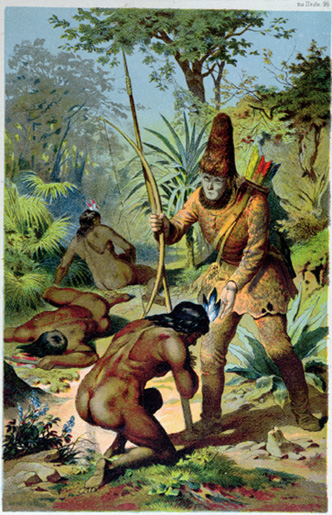
ダニエル・デフォー『ロビンソン・クルーソー』、フライデー救出の場面

英語による小説が盛んになったのは1719年のダニエル・デフォー作『ロビンソン・クルーソー』以降である。ジョナサン・スウィフトは『ガリヴァー旅行記』（1726年）を書き、ヘンリー・フィールディングが『トム・ジョウンズ』（1748年）を発表した。詩作ではアレキサンダー・ポープが傑作を残した。18世紀の後半には、文学者のサミュエル・ジョンソン、ジェイムズ・ボズウェルなどが活躍した。18世紀はまた、演劇の再興した時代でもある。ジョン・ゲイなどが活躍した。この時代の終わりごろにはゴシック小説が流行しはじめた。

### ロマン主義の時代（19世紀前期）
イギリスのロマン主義は、ウィリアム・ブレイクの詩をその萌芽とし、ウィリアム・ワーズワースとサミュエル・テイラー・コールリッジの共著である詩集『抒情民謡集（Lyrical Ballads）』（1798年）をもって本格的に始まる。ワーズワースとコールリッジはフランス革命に対し憤慨した後、保守派に回ったが、若き詩人たちであるジョージ・ゴードン・バイロン、パーシー・ビッシュ・シェリー、ジョン・キーツはイタリアに移り、理想主義を掲げた。
19世紀には小説が飛躍的な発展を見せた。特に初期にはウォルター・スコットが、歴史小説で圧倒的な人気を誇り、その死をもってロマン主義は終結する。ジェーン・オースティンは、風刺をこめて女性の地位や人生を描き、現在でも評価が高い。

### ヴィクトリア朝時代（19世紀中期・後期）

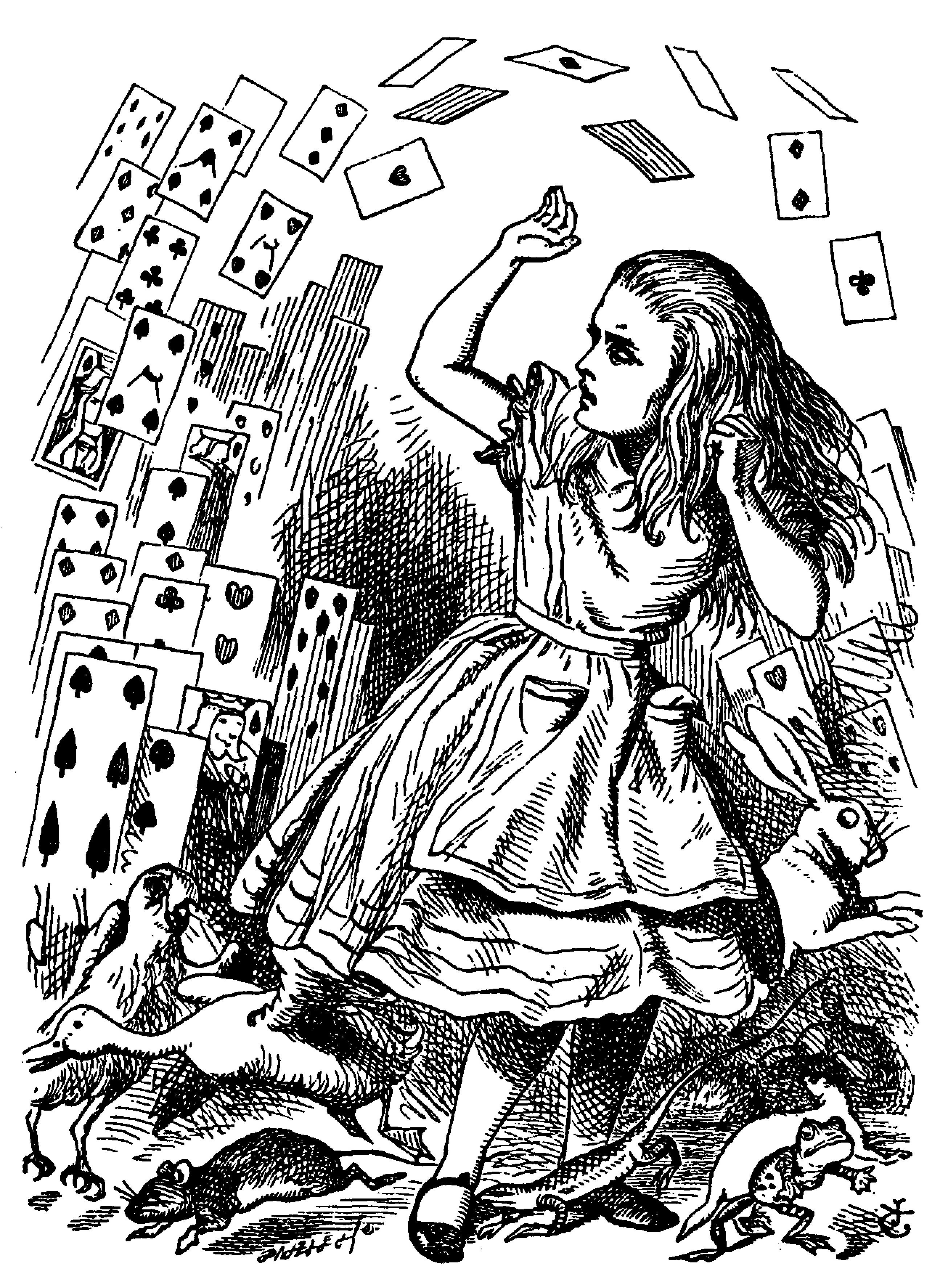
ルイス・キャロル『不思議の国のアリス』(1869)。ジョン・テニエルによるイラストレーションは作品の不可分な一部となっている。

ヴィクトリア朝時代になり、国民と長らく遠ざかっていた宮廷が親密なものとなった。これに順応したのは、詩人のアルフレッド・テニスンであった。テニスンは『アーサー王伝説』に取材した『国王牧歌』で、当時の倫理観をもとに描ききった。この時代の他の詩人には、ロバート・ブラウニング、ダンテ・ゲイブリエル・ロセッティ、クリスティナ・ロセッティ、マシュー・アーノルドなどがいる。
だがこうした国家の自己満足に反抗したのが、ブロンテ姉妹や、トーマス・カーライルらであった。ブロンテ姉妹のうち、長女シャーロットは『ジェーン・エア』を、次女エミリーは『嵐が丘』を発表し、当時の社会を打破しようと試みた。チャールズ・ディケンズは『オリバー・ツイスト』『デイヴィッド・コパフィールド』、ウィリアム・メイクピース・サッカレーは『虚栄の市』を発表。ディケンズはこの時代の代表的作家で、後に国民作家と呼ばれるようになった。19世紀の後半にはジョージ・エリオットとトーマス・ハーディの小説が現実の暗さを描いた。
この時代の小説は、19世紀中盤の教育制度の発達と共に、挿絵を含むものが多くなった。前述のディケンズはもちろんのこと、ルイス・キャロルの『不思議の国のアリス』などは、すでに挿絵が作品の一部である例といえるだろう。また雑誌に月刊で分載するのがこの時期の主流であった。
19世紀的な家庭観、児童観は、さらに児童文学の発展を促した。
推理小説もまた、この時期に急速に発展したジャンルである。アーサー・コナン・ドイルによる『シャーロック・ホームズシリーズ』がベストセラーとなって流行し、「ホームジアン（シャーロキアン）」と呼ばれる熱狂的なファンたちを生み出すに至った。

### モダニズムと世界大戦期の文学（20世紀前半）
20世紀に入り、イギリスの社会を一変させた第一次世界大戦を経ると、近代社会の経験を反映したモダニズム運動が起こる。主な旗手として、アイルランド出身の詩人・劇作家のウィリアム・バトラー・イェイツ、アメリカ出身で後にイギリスに帰化した詩人のT・S・エリオット、アイルランド出身の小説家のジェイムズ・ジョイス、フェミニストとしても有名なヴァージニア・ウルフらをあげることができる。
1930年代には、共産主義に影響を受けた文学が数多く書かれる。この時代の主な作家は、W・H・オーデン、クリストファー・イシャウッドなどである。また、最近では、今まで無視されがちであった1930年代の女性作家にも再び目が向けられている。

### ポスト・コロニアリズム（20世紀後半）
イギリスは第二次世界大戦後、特に1960年代に大量に移民を受け入れて以来、多文化国家であり、文学にもその影響は如実に現れている。

### 21世紀の文学
ヒラリー・マンテルは『ウルフ・ホール』（2009年）『罪人を召し出せ』（2012年）でブッカー賞を2度受賞し、歴史小説作家として大きな成功を収めた。ゼイディー・スミスは、デビュー作『ホワイト・ティース』（2000年）や、その後の小説で高い評価を得ている。カズオ・イシグロはディストピアSF小説『私を離さないで』（2005年）などの作品で注目され、2017年、ノーベル文学賞を受賞した。

## 代表的作家・詩人

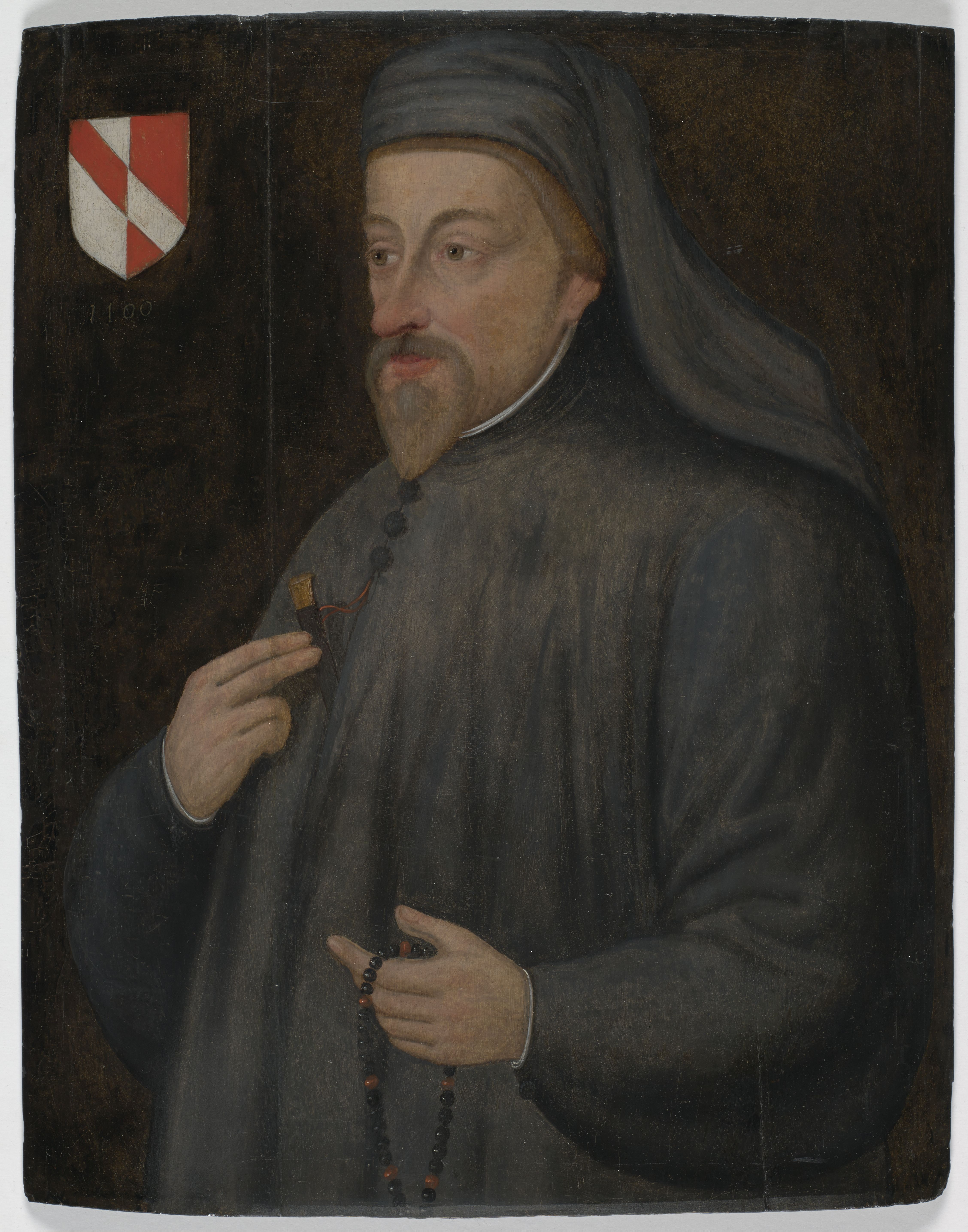
イギリス文学の父、ジェフリー・チョーサー

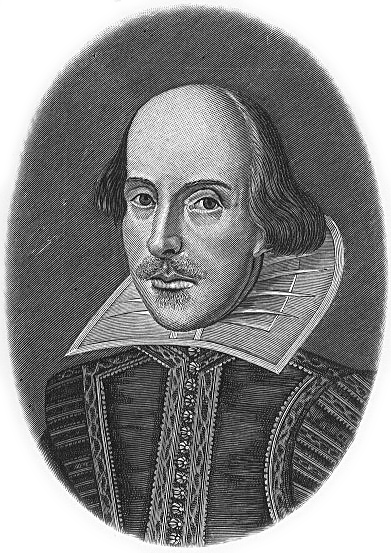
ウィリアム・シェイクスピア

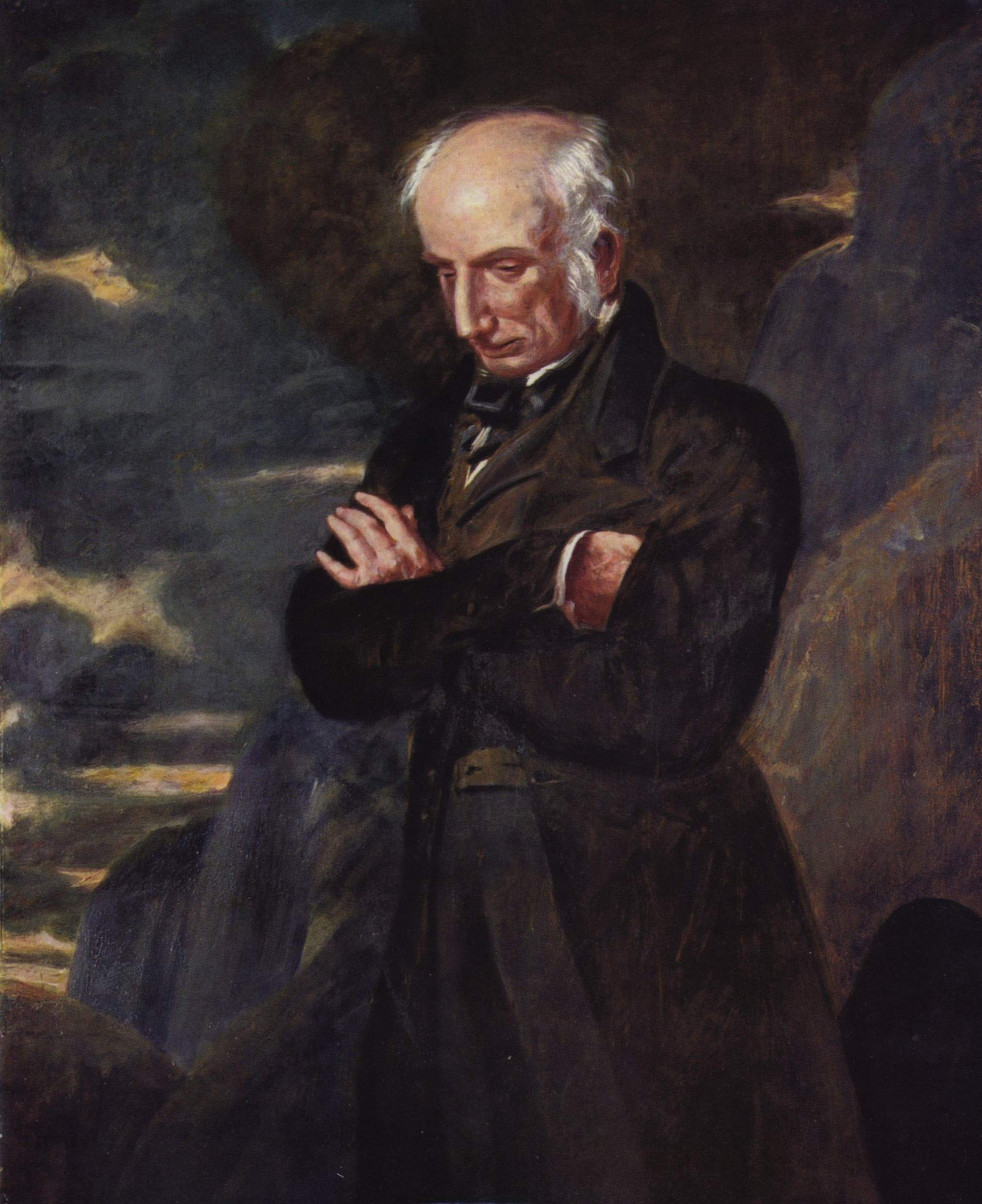
ロマン主義の桂冠詩人、ウィリアム・ワーズワース

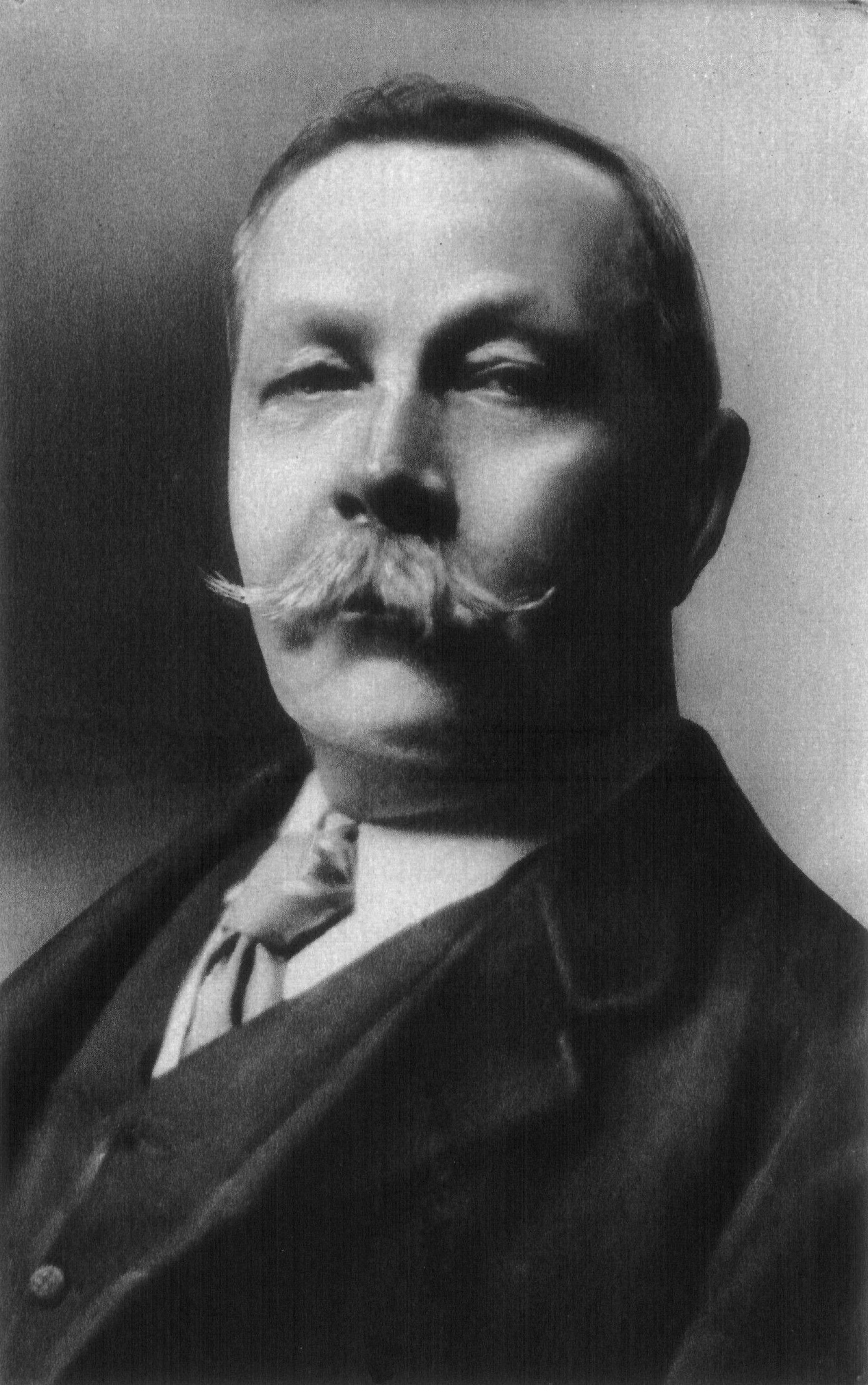
アーサー・コナン・ドイル

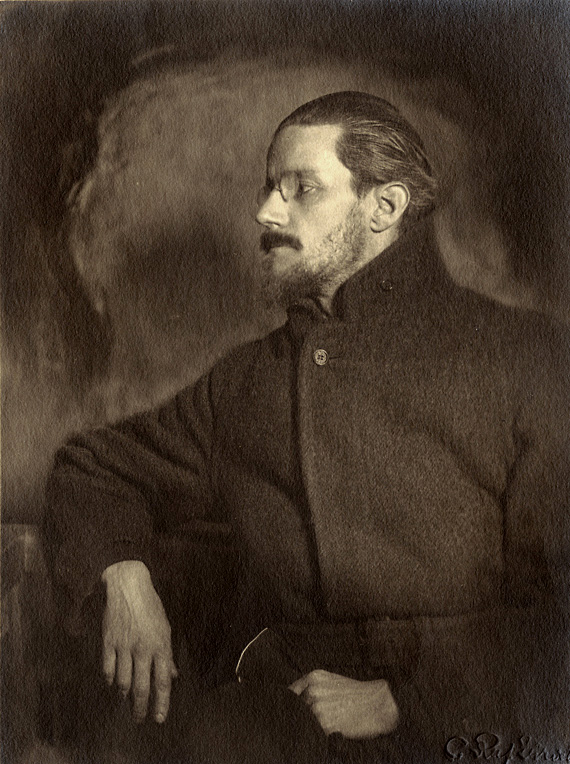
ジェイムズ・ジョイス。主著『ユリシーズ』

- ジェフリー・チョーサー （1340年? - 1400年）
- パール詩人（英語版） （本名・生没年不詳）
- エドマンド・スペンサー （1552年? - 1599年）
- フィリップ・シドニー （1554年 - 1586年）
- ウィリアム・シェイクスピア （1564年 - 1616年）
- ジョン・ダン （1573年 - 1631年）
- ジョン・ウェブスター （1580年頃 - 1634年頃）
- ジョン・ミルトン （1608年 - 1674年）
- ジョン・ドライデン （1631年 - 1700年）
- ダニエル・デフォー （1660年 - 1731年）
- ジョナサン・スウィフト （1667年 - 1745年）
- アレキサンダー・ポープ （1688年 - 1744年）
- サミュエル・リチャードソン （1689年 - 1761年）
- ヘンリー・フィールディング （1707年 - 1754年）
- ローレンス・スターン （1713年 - 1768年）
- トマス・グレイ （1716年 - 1771年）
- ホレス・ウォルポール （1717年 - 1797年）
- ウィリアム・ブレイク （1757年 - 1827年）
- ウィリアム・ワーズワース （1770年 - 1850年）
- ウォルター・スコット （1771年 - 1832年）
- サミュエル・テイラー・コールリッジ （1772年 - 1834年）
- ジェイン・オースティン （1775年 - 1817年）
- トマス・ド・クインシー （1785年-1859年）
- ジョージ・ゴードン・バイロン （1788年 - 1824年）
- パーシー・ビッシュ・シェリー （1792年 - 1822年）
- ジョン・キーツ （1795年 - 1821年）
- トーマス・カーライル （1795年 - 1881年）
- メアリー・シェリー （1797年 - 1851年）
- アルフレッド・テニスン （1809年 - 1892年）
- エリザベス・ギャスケル （1810年 - 1865年）
- ウィリアム・メイクピース・サッカレー （1811年 - 1863年）
- チャールズ・ディケンズ （1812年 - 1870年）
- ロバート・ブラウニング （1812年 - 1889年）
- シャーロット・ブロンテ （1816年 - 1855年）
- エミリー・ブロンテ （1818年 - 1848年）
- ジョージ・エリオット （1819年 - 1880年）
- ルイス・キャロル （1832年 - 1898年）
- ヘンリー・スペンサー・アッシュビー （1834年 - 1900年）
- ウィーダ（マリー・ルイーズ・ド・ラ・ラメー） （1839年 - 1908年）
- トーマス・ハーディ （1840年 - 1928年）
- フランシス・ホジソン・バーネット （1849年 - 1924年）
- ロバート・ルイス・スティーヴンソン （1850年 - 1894年）
- オスカー・ワイルド （1854年 - 1900年）
- ジョージ・バーナード・ショー （1856年 - 1950年）
- ジョージ・ギッシング （1857年 - 1903年）
- ジョゼフ・コンラッド （1857年 - 1924年）
- アーサー・コナン・ドイル （1859年 - 1930年）
- ケネス・グレアム （1859年 - 1932年）
- ジェームス・マシュー・バリー （1960年 - 1937年）
- ラドヤード・キップリング （1865年 - 1936年）
- E・W・ホーナング （1866年 - 1921年）
- エドワード・オッペンハイム （1866年 - 1946年）
- ビアトリクス・ポター （1866年 - 1943年）
- H・G・ウェルズ （1866年 - 1946年）
- ジョン・ゴールズワージー （1867年 - 1933年）
- G・K・チェスタトン （1874年 - 1936年）
- W・サマセット・モーム （1874年 - 1965年）
- ジョン・メイスフィールド （1878年 -　1967年）
- ロード・ダンセイニ （1878年 -　1957年）
- E・M・フォースター （1879年 -　1970年）
- ヴァージニア・ウルフ （1882年 - 1941年）
- ジェイムズ・ジョイス （1882年 - 1941年）
- A・A・ミルン （1882年 - 1956年）
- アーサー・ランサム （1884年 - 1967年）
- アリソン・アトリー （1884年 - 1976年）
- D・H・ローレンス （1885年 - 1915年）
- ヒュー・ロフティング （1886年 - 1947年）
- T・S・エリオット （1888年 - 1965年）
- アガサ・クリスティ （1890年 - 1976年）
- J・R・R・トールキン （1892年 - 1973年）
- ドロシー・L・セイヤーズ （1893年 - 1957年）
- オルダス・ハクスリー （1894年 - 1963年）
- C・S・ルイス （1898年 - 1963年）
- ジェームズ・ヒルトン （1900年 - 1954年）
- ジョージ・オーウェル （1903年 - 1950年）
- イーヴリン・ウォー （1903年 - 1966年）
- セシル・デイ・ルイス / ニコラス・ブレイク （1904年 - 1972年）
- グレアム・グリーン （1904年 - 1991年）
- イアン・フレミング （1908年 - 1964年）
- ウィリアム・ゴールディング （1911年 - 1993年）
- アンガス・ウィルソン（英語版） （1913年 - 1991年）
- ディラン・トーマス （1914年 - 1953年）
- ロアルド・ダール （1916年 - 1990年）
- アントニー・バージェス （1917年 - 1993年）
- ミュリエル・スパーク （1918年 - 2006年）
- パトリシア・メアリー・セントジョン （1919年 - 1993年）
- アイリス・マードック （1919年 - 1999年）
- ジョン・ロウ・タウンゼンド（英語版） （1922年 - 2014年）
- フィリップ・ラーキン （1922年 - 1985年）
- ウィリアム・メイン （1928年 - 2010年）
- ウィリアム・トレヴァー （1928年 - 2016年）
- J・G・バラード （1930年 - 2009年）
- ジョン・ル・カレ （1931年 - 2020年）
- ダイアナ・ウィン・ジョーンズ （1934年 - 2011年）
- ブライアン・フリーマントル （1936年 - ）
- A・S・バイアット （1936年 - ）
- フレデリック・フォーサイス （1938年 - ）
- マーガレット・ドラブル （1939年 - ）
- ジェフリー・アーチャー （1940年 - ）
- ジュリアン・バーンズ （1946年 - ）
- サルマン・ルシュディ （1947年 - ）
- イアン・マキューアン （1948年 - ）
- マーティン・エイミス （1949年 - ）
- ヒラリー・マンテル （1952年 - ）
- カズオ・イシグロ （1954年 - ）
- ジャネット・ウィンターソン （1959年 - ）
- J・K・ローリング （1965年 - ）
- ゼイディー・スミス （1975年 - ）

## ノーベル文学賞を受賞したイギリス人
- 1907年 - ラドヤード・キップリング
- 1932年 - ジョン・ゴールズワージー
- 1948年 - T・S・エリオット （アメリカ合衆国出身）
- 1950年 - バートランド・ラッセル （哲学者）
- 1953年 - ウィンストン・チャーチル （政治家）
- 1981年 - エリアス・カネッティ （亡命ユダヤ人。ドイツ語で創作）
- 1983年 - ウィリアム・ゴールディング
- 2001年 - V・S・ナイポール
- 2005年 - ハロルド・ピンター
- 2007年 - ドリス・レッシング
- 2017年 - カズオ・イシグロ
- 2021年 - アブドゥルラザク・グルナ

## 文学の流れ

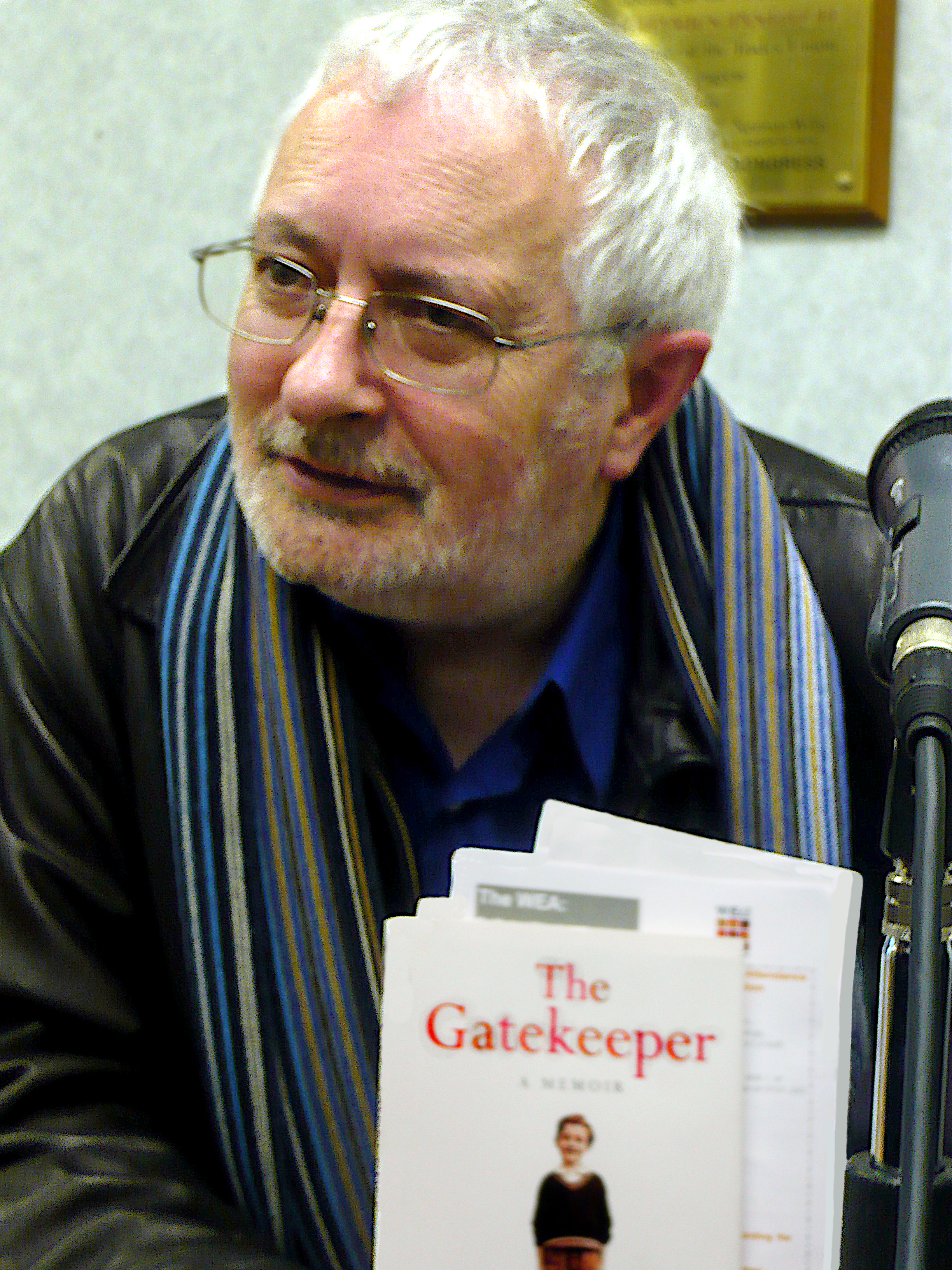
批評家テリー・イーグルトン

- 口承文学
- ラテン文化の摂取、流入
- 宗教詩
- エリザベス朝演劇
- 形而上詩人
- 小説の誕生
- ロマン主義
- 自然主義
- 大衆文学
- 世紀末文学
- モダニズム
- 1930年代
- ポストコロニアリズム

## イギリス文学の研究者
- マシュー・アーノルド （1822年 - 1888年）
- レズリー・スティーヴン （1832年 - 1904年）
- アーサー・キラークーチ （1863年 - 1944年）
- 夏目漱石 (1867年 - 1916年)
- I・A・リチャーズ （1893年 - 1979年）
- J・R・R・トールキン　(1892年 - 1973年)
- F・R・リーヴィス （1895年 - 1978年）
- レイモンド・ウィリアムズ （1921年 - 1988年）
- テリー・イーグルトン （1943年 - ）